# Hans Martin (schrijver)

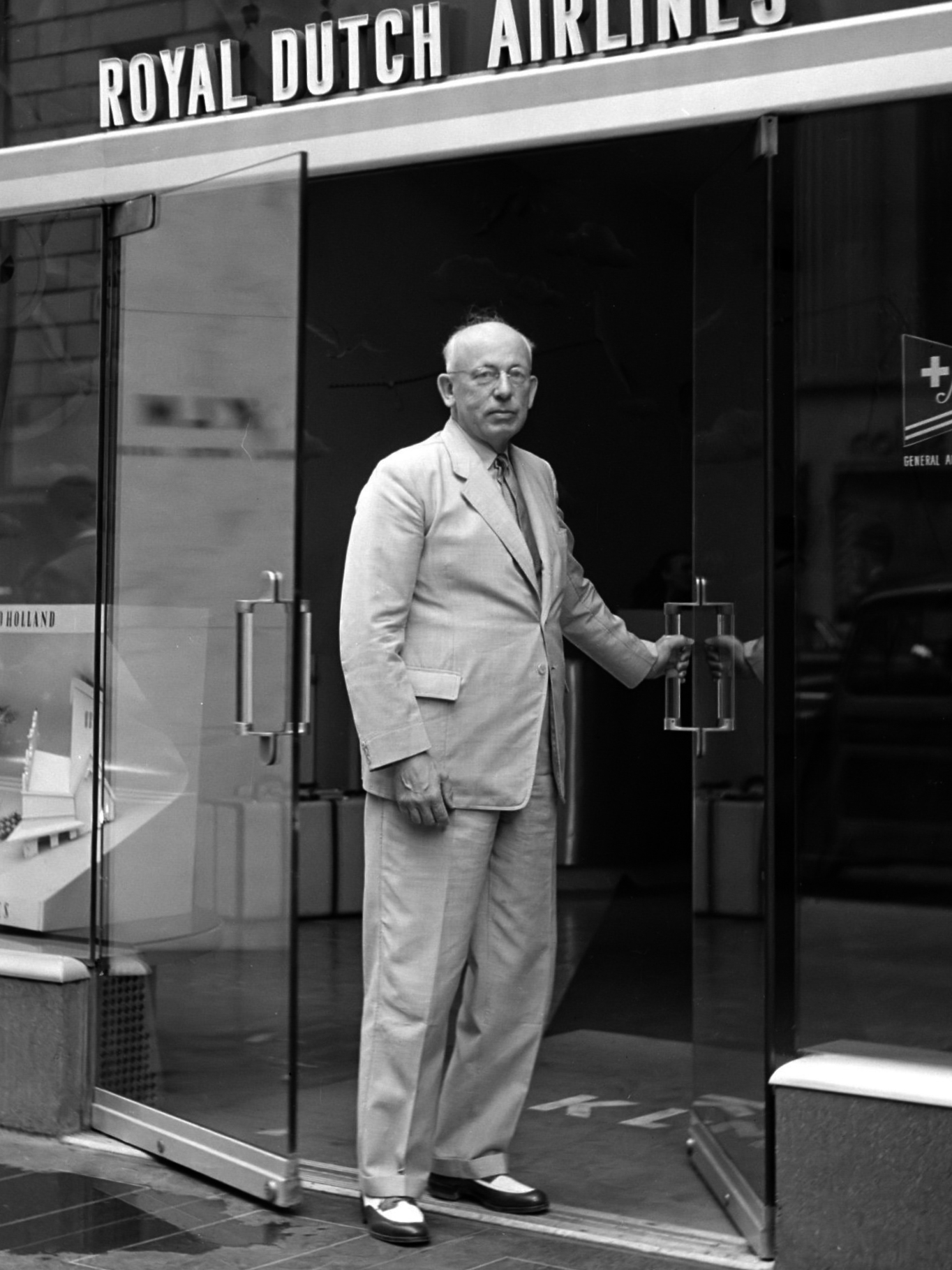
Hans Martin (1946)

Hans Martin (Leiden, 9 november 1886 – Den Haag, 20 maart 1964) was een Nederlands schrijver en journalist die circa twintig romans heeft geschreven. Eén boek, Malle gevallen (1913) werd verfilmd in 1934.

## Biografie
Martin werd geboren als zoon van een uit Duitsland afkomstige geoloog Karl Martin die hoogleraar aan de Universiteit Leiden was. Zijn oudste broer was de kunsthistoricus Wilhelm Martin, directeur van het Mauritshuis van 1909 tot 1945 en van het Rijksmuseum H.W. Mesdag van 1909 tot 1954. Een andere broer, Herman Martin, werd directeur van het Fries Museum. Martin bezocht de hbs te Leiden. Daarna deed hij staatsexamen en bekwaamde hij door zelfstudie zich in technische vakken en kunstgeschiedenis. Hij werkte in 1908-1909 in Italië als buitenlandcorrespondent voor de Nieuwe Courant en maakte er kennis met Marconi en met de gebroeders Wright. Vanaf 1909 werkte hij voor de Nieuwe Rotterdamsche Courant. Tijdens de Eerste Wereldoorlog was hij oorlogscorrespondent in Albanië voor het Algemeen Handelsblad. Vervolgens werd hij chef buitenland bij Het Vaderland.
Op 1 september 1921 werd hij secretaris van de Koninklijke Luchtvaart Maatschappij voor Nederland en Koloniën (KLM). In 1928 werd hij belast met het tot stand brengen van de luchtvaartverbinding tussen Amsterdam en Batavia; in 1934 werd hij hoofd van deze lijn. Nog voor de Tweede Wereldoorlog werd hij wegens zijn verdiensten voor de luchtlijn tot officier in de Orde van Oranje-Nassau benoemd. In 1938 werd Martin onderdirecteur van KLM, in 1940 waarnemend directeur, en in 1945 directeur. Wegens een meningsverschil met Albert Plesman nam hij per 1 juni 1949 ontslag.
Martin overleed na een langdurig ziekbed op 77-jarige leeftijd en werd op 24 maart 1964 te Westerveld gecremeerd.

## Schrijver
Martin begon al vroeg te schrijven. Reeds in 1908 verscheen zijn eerste dichtbundel Bekentenissen, en in datzelfde jaar Onder jongens en meisjes. Naast zijn dagelijkse werkzaamheden bleef hij romans schrijven. Zijn boeken werden zowel in Nederland als daarbuiten gelezen; meerdere romans zijn in verschillende talen vertaald.